# 1730-talet

## Händelser
- I Sveriges historia är 1730-talet det andra årtiondet av frihetstiden.
- Den första väckelserörelsen, "the Great Awakening" sveper över Storbritannien och dess kolonier i Nordamerika.
- Carl von Linné gör sina resor till Lappland (1732), Dalarna (1734) och Nederländerna (1735-1737).
- 1733–1738 - Polska tronföljdskriget.
- 1734 - Sveriges riksdag antar 1734 års lag, som ersätter Kristofers landslag från 1442. Den träder i kraft 1736 och är, trots alla de förändringar av den som har gjorts sedan dess, fortfarande Sveriges officiella lag.
- 1738 - Hattpartiet organiseras i Sverige, snart också mösspartiet.

## Födda
- Jeanne de Bellem, belgisk politiker

## Avlidna
- 1738 – Anna Margrethe Lasson, dansk författare.
- 1730 – Andriantsimitoviaminiandriana Andriandrazaka, Kung av Merina, Avaradrano och Ambohidratrimo.